# Macromitrium lorifolium
Macromitrium lorifolium är en bladmossart som beskrevs av Jean Édouard Gabriel Narcisse Paris och Brotherus 1907. Macromitrium lorifolium ingår i släktet Macromitrium och familjen Orthotrichaceae. Inga underarter finns listade i Catalogue of Life.